# Kyrenaika

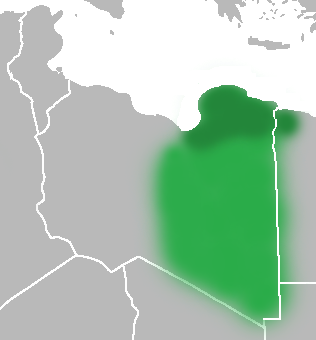
Poloha Kyrenaiky

Kyrenaika (též Cyrenaica, arabsky برقة / Barqa, řecky Κυρηναία / Kyrenaía, Latinsky Cyrenae / Kyréné) je rozsáhlé historické území na východě Libye, přiléhající k egyptským hranicím. V počáteční fázi samostatného státu Libye (1951–1963) byla Kyrenaika jednou ze tří autonomních provincií. V současnosti již Kyrenaiku v administrativním uspořádání Libye nenajdeme. Je rozdělena do více správních jednotek označovaných jako Sha´biyat.
Název Kyrenaika je odvozen od starověké řecké osady Kyréné, založené v 7. století př. n. l. V arabštině se pro tento region vžil název Barka. Z Kyréné pocházel v 1. století př. n. l. muž jménem Šimon (z Kyrény), který podle evangelia pomohl nést kříž Ježíši Kristu.

## Historie
Území Kyrenaiky bylo původně obýváno libyjskými kmeny, které za XIX. a XX. egyptské dynastie podnikaly výpady do Egypta. V 7. století př. n. l. do oblasti přišli Řekové a založili zde své osady. 
V období helénismu se stala součástí říše Ptolemaiovců. Od 1. století př. n. l. byla Kyrenaika římskou provincií, od 5. století součástí Byzantské říše. V 7. století se oblast dostala do rukou Arabů, v 16. století osmanských Turků. Ve 20. století byla Kyrenaika prohlášena italskou kolonií. Po 2. světové válce byla Kyrenaika pod vojenskou správou Velké Británie až se nakonec roku 1951 stala jednou ze tří provincií samostatné Libye.

### Řecká kolonizace
Byli to obyvatelé řeckého ostrova Théra, pod vedením oikisty Batta, kteří v polovině 7. století př. n. l. založili osadu Kyréné, jež dala později jméno celé oblasti. Bylo to údajně po sedmiletém období sucha nebo v souvislosti s příkazem delfské věštkyně, když se Théřané rozhodli nalodit na dlouhou cestu, která podle Hérodótových svědectví vyústila v založení Kyréné. 
Území, dnes vyprahlé, tehdy však zimními a jarními dešti hojně svlažované, rodilo plodiny všeho druhu, zejména olej, víno a ve starověku oblíbené silfium. Úrodná oblast kolem Kyréné přitahovala další osadníky a tak záhy vznikly v blízkém okolí další osady. Byl postaven přístav Apollonia (Marsa Susa), dále Teucheira (Tocra), Berenice a Barké (Al Marj). Tyto osady se začaly později označovat souhrnným názvem Pentapolis (Pětiměstí). Dominantním ekonomickým odvětvím byl obchod. Osady, především Kyréné a přístav Apollonia, exportovaly africké zboží dále do Středomoří.
Prvním králem se stal vůdce kolonistů oikestés Alexandros, který přijal jméno Battos (libyjsky vládce) a založil vlastní dynastii. Kyrenaika tak byla spravována tyrany z rodu Battova, kteří se při své cestě k moci, nelekali ani největších ukrutností. Kyrenaika byla natolik silná, že roku 570 př. n. l. odrazila Egypťany a Libyjce. Roku 530 př. n. l. si nechal král Battos III. Chromý od slavného zákonodárce Démonaga vypracovat ústavu a propracovaný státní systém řízený senátem. Vzniklo tak moderní zřízení, podobné dnešní konstituční monarchii. Démonax rozdělil kyrénské obyvatelstvo do tří skupin podle původiu a Battovi vyhradil kněžský úřad a přesně vymezené pozemkové vlastnictví, kdežto veškerou ostatní moc přenesl na lid. Král Battos III. udržoval přátelské vztahy s faraonem Ahmosem II., za něhož provdal i svou dceru Láódíku. Tím si zajistil podporu Egypta proti odbojné libyjské šlechtě. Roku 525 př. n. l. však Egypťané podlehli v bitvě u Pelúsia Peršanům, jimž zůstali poddáni až do dob Alexandra Velikého. V roce 520 př. n. l. Battos III. zemřel a jeho vdova Feretímé nechala korunovat králem jejich syna Arkesiláa III., ten však odmítl respektovat vypracovanou ústavu. Za to byl občany vyhnán, a tak se uchýlil s matkou na ostrov Samos. S vojenskou pomocí místního tyrana Maiandria se královna se synem vrátili do Kyrenaiky a část kýrénských odpůrců bylo nuceno utéci na Théru. Král Arkesiláos III. nakonec přenechal vládu matce, poté co se oženil s dcerou krále městského státu Barké. V roce 513 př. n. l. vypuklo v Barké povstání, při kterém byl Arkesiláos III. spolu s tchánem zavražděn. Královna Feretímé se z obavy, že by mohla vzpoura vypuknout i v Kyréně, obrátila s žádostí o pomoc perskou správu v Egyptě. Peršané následně vojensky vytáhly proti městům Kyréné a Barké, která byla po devítiměsíčním obléhání dobyta a zcela zničena. Královna Feretíme se obyvatelům Barké pomstila tím, že je nechala deportovat na nejzazší místo perské říše, do Baktrie, krátce poté zemřela. Na trůn usedl její mladší syn Battos IV., který však již nevládl samostatně ale pod dohledem memfidského satrapy. V podstatě tím skončila vláda dynastie Battovců v Kyreanice.
Po Alexandrově smrti byla Kyrenaika zmítána občanskou válkou. Uprchlíci prosili na dvoře egyptského vládce Ptolemaia I. Sótéra o pomoc a ten jim vyhověl. Přestože se dvě dosud válčící strany proti němu spojily, porazil je a roku 322 př. n. l. se ujal vlády na Kyrenaikou. Byl to významný krok, neboť Kyrenaika byla do té doby známa svou více než stoletou tradicí republikánských svobod. Snad i proto se nikdy nestala klidnou součástí egyptské říše a představovala spíše zdroj potenciálních problémů. Řada povstání vedla Ptolemaia I. k dosazení svého syna Magase, jako vicekrále Kyrenaiky. Po jeho smrti však byla Kyrenaika opět včleněna do egyptské říše. Až Ptolemaios VIII. předal trvale vládu nad Kyrenaikou svému synovi Ptolemaiovi Apionovi. Apion se nikdy neoženil a neměl ani děti. Ve své závěti pak odkázal své panství římské republice. Apion tak pravděpodobně splnil vůli svého otce, který byl Římu značně zavázán za podporu proti svému bratru Ptolemaiovi VI. Roku 96 př. n. l. tak Kyrenaika přešla do rukou římské republiky.

### Římská provincie
Římská republika tento dar přijala a nechala oblast pod správou místních guvernérů. Během této doby se v Kyréné usídlila početná židovská komunita, která se po potlačení židovského povstání v Judeji (66–70 př. n. l.) ještě rozrostla. V roce 74 př. n. l. však byl kvestor Lentulus Marcellinus pověřen anexí Kyrenaiky a jejím připojením. Kyrenaika byla s Krétou spojena do jedné provincie. Během druhého triumvirátu byla oblast sférou vlivu Marca Lepida a Marca Antonia. Marcus Antonius zde zformoval 3. legii, které dal jméno podle této provincie, a která sloužila pak dalších pět století. Během prvního století byla Kyrenaika jednou z nejpoklidnějších oblastí Říše. Nepokoje nastaly během vlády císaře Trajána. Došlo k židovskému povstání vedenému domnělým mesiášem Lukášem. Traján toto povstání krutě potlačil. Během jeho kruté vojenské kampaně (115–116) uprchly z provincie desítky tisíc Židů, Řeků a křesťanů.
V roce 296 byla Kyrenaika rozdělena do dvou provincií: Libya Superior a Libya Inferior. V roce 395 stala se Kyrenaika součástí nově vzniklé Východořímské říše. Na počátku 5. století trpěla oblast nájezdy Vandalů, kteří si v sousední bývalé provincii Tripolitania zřídili své království. V roce 533 je však vypudil legendární byzantský vojevůdce Belisarius. Součástí Byzantské říše byla Kyrenaika do roku 643, kdy byla dobyta 2. islámským chálifou Umarem.

### Arabové a Osmanská říše

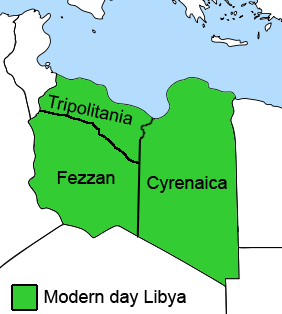
Osmanské provincie Libye

V tomto období se název Kyrenaiky změnil na Barka podle nového hlavního města provincie, Barky. Poté, co se v 8. století rozpadla mohutná říše Umajjovské dynastie, byla Kyrenaika přičleněna k Egyptu a stala se později součástí Fátimovského chalifátu. Když i ten podlehl vnitřnímu rozkladu a vpádům Seldžuckých Turků, založil Saladin Ajjubidovský sultanát, jehož západní hraniční oblastí se stala právě Kyrenaika. Postavení Kyrenaiky bylo stejné i v době Mamluckého sultanátu. Bitva u Ridaniye roku 1517 znamenala konec Mamluckého sultanátu a začátek nadvlády Osmanské říše. V 19. století fungoval na území Kyrenaiky emirát Barka, který byl oficiálně podřízen tureckému sultánovi. Osmanští Turkové ovládali oblast až do roku 1912. Konec osmanské vlády v Kyrenaice přinesli až Italové.

### Italská kolonizace
Sjednocená Itálie, trpěla, jako mladá evropská mocnost, nedostatkem koloniálních území. Državy slábnoucí Osmanské říše představovaly ideální cíl italské expanze. Oko padlo Italům na provincie v severní Africe, Tripolsko a Kyrenaiku. Pod záminkou ochrany italských zájmů v severní Africe vyhlásila Itálie roku 1911 válku Osmanské říši, která se nazývala Italsko-tureckou nebo také Tripolskou válkou. Během krátké doby se Italům podařilo obsadit všechna větší města na pobřeží, avšak při pokusu dostat se dále do vnitrozemí byli odraženi arabskými kmeny. Během těchto akcí došlo k vůbec prvnímu bojovému nasazení letadel. Válka se poté přesunula do egejské oblasti. Roku 1912 byli Turci, tlačeni hrozícím konfliktem s balkánskými státy, donuceni podepsat s Itálií mírovou smlouvu. V rámci této smlouvy vyklidili Tripolsko a Kyrenaiku a předali ji pod správu Itálie. Kyrenaiku se však Italům nepodařilo zcela obsadit a tak požívala značné autonomie v rámci italské koloniální říše (vlastní parlament). Až po další válce v letech 1922–1928 byla Kyrenaika zcela podrobena a roku 1929 spojena s Tripolskem a Fezzánem. Spojením těchto tří území vznikla kolonie Libye. V roce 1938 se pobřežní části Kyrenaiky i Tripolska staly integrální součástí Itálie, zatímco ve vnitrozemí vznikla provincie Libyjská Sahara.

### Cesta k nezávislosti

Vlajka Kyrenaiky v letech 1949–1951

Během druhé světové války bylo území Libye svědkem rozsáhlých válečných operací. Válčící strany (Němci, Italové a Britové) se střídali v kontrole nad touto oblastí. Ke konci roku 1942 se Britům podařilo definitivně vytlačit italsko-německé jednotky z Libye. Po zbytek války a po ní byly Tripolsko a Kyrenaika spravovány Velkou Británií. Poté, co došlo v roce 1949 k rozsáhlým nepokojům, rozhodla OSN o plném osamostatnění Libye. Toto rozhodnutí bylo naplněno roku 1951, kdy spojením Fezzánu, Tripolska a Kyrenaiky vznikl nezávislý stát, Libyjské království.

### Oddělení od Libye

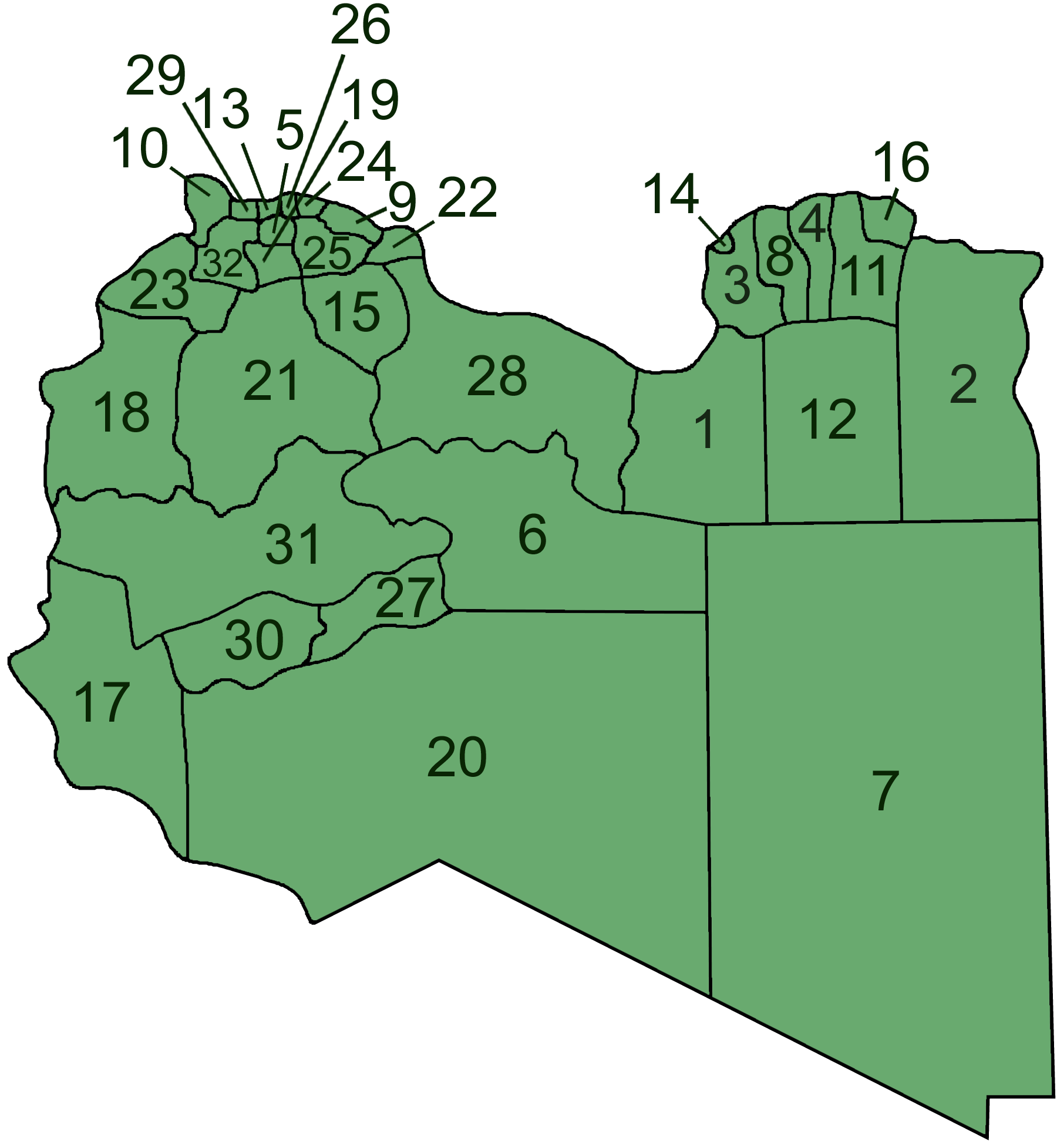
Správní rozdělení Libye (2001–2007)

Představitelé východní části Libye vyhlásili v březnu 2012 autonomii oblasti, kde se nachází většina ropných polí.

## Kyrenaiští panovníci

### Kyrenaiští šejkové (1843–1920)
Dynastie Sanussi (1843–1920)
- 1843–1859 Zajíd Muhammad ibn Ali as-Sanussi
- 1859–1902 Zajíd Muhammad al-Mahdi bin Zajíd Muhammad al-Senussi
- 1902–1918 Zajíd Ahmad ibn Zajíd Muhammad aš-Šarif as-Sanussi
- 1918–1920 Zajíd Muhammad Idrís as-Sanussi

### Kyrenaiští emírové (1920–1929, 1946–1951)
Senussiové (1920–1951)
- 1920–1929 emír Zajíd Muhammad Idrís as-Sanussi, roku 1929 zbaven moci, roku 1946 restaurován, roku 1959 přijal titul „král Libye“, v roce 1969 svržen vojenským pučem Muammara Kaddáfího